# Sotira flexuosa
Sotira flexuosa là một loài bọ cánh cứng trong họ Cerambycidae.